# جيف ريس
جيف ريس (بالإنجليزية: Geoff Reece) هو لاعب كرة قدم أمريكية أمريكي، ولد في 16 مايو 1952 في إيفرت في الولايات المتحدة.

## وصلات خارجية
- جيف ريس على موقع مرجع كرة القدم المحترفة.كوم (الإنجليزية)